# Pollex taurus
Pollex taurus là một loài bướm đêm thuộc họ Erebidae. Nó được tìm thấy ở Mindanao ở Philippines.
Sải cánh dài khoảng 13 mm. 